# صالح الحارثي
صالح مساعد الحارثي، لاعب كرة قدم سعودي، يلعب في نادي الأخدود.

## مسيرة اللاعب
بدأ اللاعب في الفئات السنية في نادي الأخدود و وصل للفريق الأول و أعير إلى نادي الحزم مطلع عام 2022.